# Mötet i Stockholm 1507
Mötet i Stockholm 1507 var en sammankomst som hölls i Stockholm för att diskutera och besluta om Sveriges angelägenheter. Det inleddes i oktober 1507 och avslutades den 27 oktober 1507.
Mötet avhandlade kriget mellan Sverige/Svante Nilsson och Danmark/kung Hans och diskuterade olika sätt att få slut på det. 